# Забрђе (Градец)
Забрђе је насељено место у општини Градец, Загребачка жупанија, Хрватска.

## Историја
До територијалне реорганизације у Хрватској било је у саставу старе општине Врбовец.

## Становништво
У попису становништва из 2011. године, Забрђе је имало 158 становника.
| Број становника према пописима | Број становника према пописима | Број становника према пописима | Број становника према пописима | Број становника према пописима | Број становника према пописима | Број становника према пописима | Број становника према пописима | Број становника према пописима | Број становника према пописима | Број становника према пописима | Број становника према пописима | Број становника према пописима | Број становника према пописима | Број становника према пописима | Број становника према пописима |
| ------------------------------ | ------------------------------ | ------------------------------ | ------------------------------ | ------------------------------ | ------------------------------ | ------------------------------ | ------------------------------ | ------------------------------ | ------------------------------ | ------------------------------ | ------------------------------ | ------------------------------ | ------------------------------ | ------------------------------ | ------------------------------ |
| 1857                           | 1869                           | 1880                           | 1890                           | 1900                           | 1910                           | 1921                           | 1931                           | 1948                           | 1953                           | 1961                           | 1971                           | 1981                           | 1991                           | 2001                           | 2011                           |
| 250                            | 227                            | 253                            | 316                            | 359                            | 401                            | 399                            | 414                            | 371                            | 367                            | 334                            | 278                            | 239                            | 204                            | 188                            | 158                            |

## Галерија
- споменик учесницима НОБ-а
- пејзаж